# フィーカ

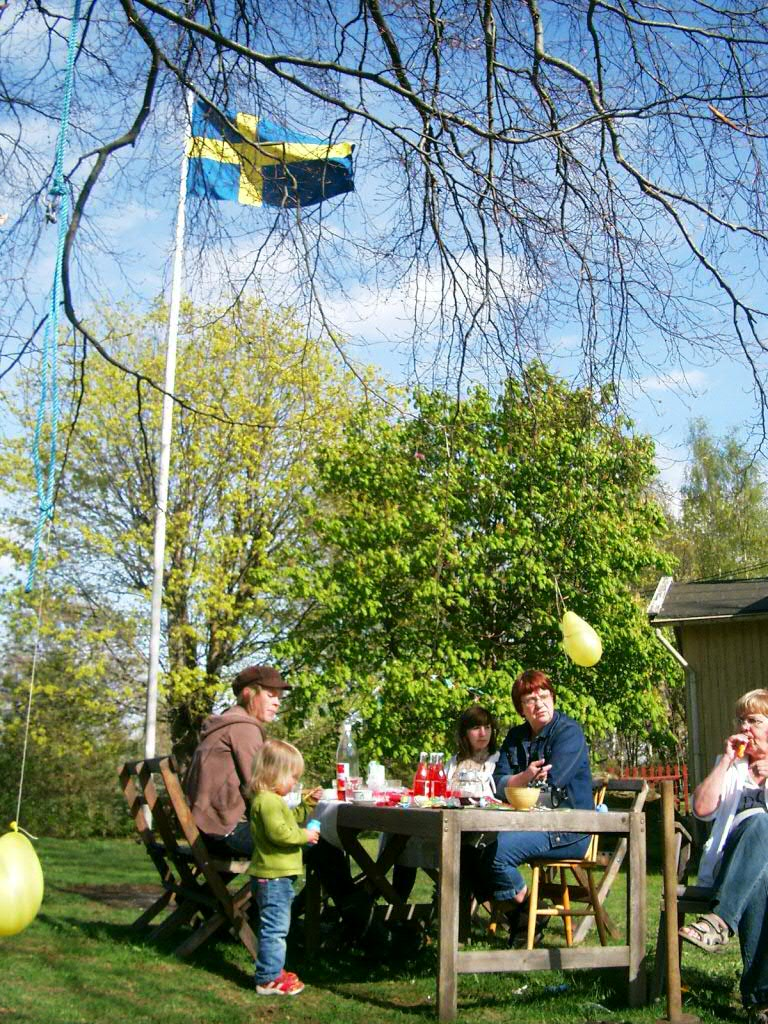
春の野外「フィーカ」

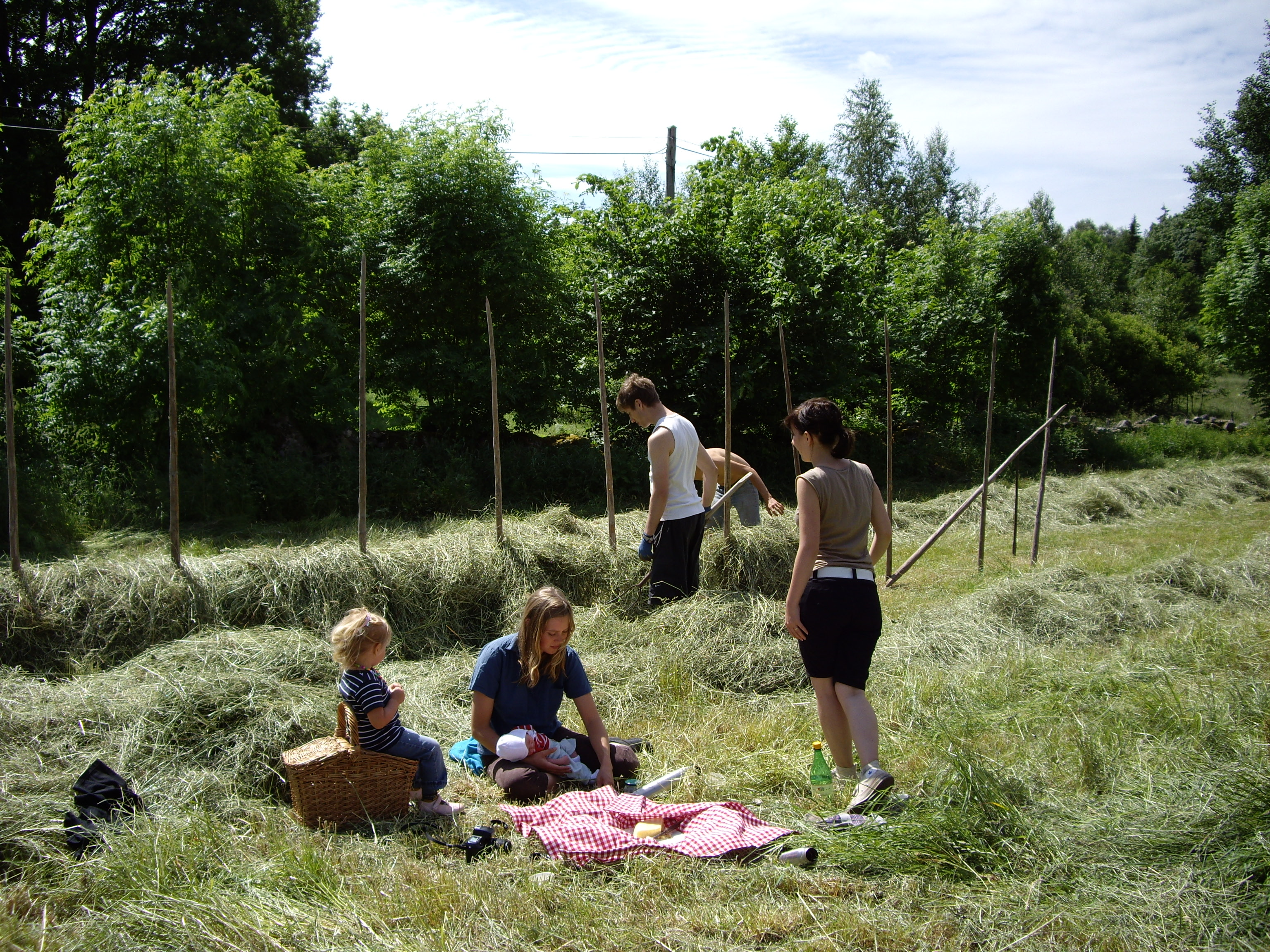
草原で「フィーカ」

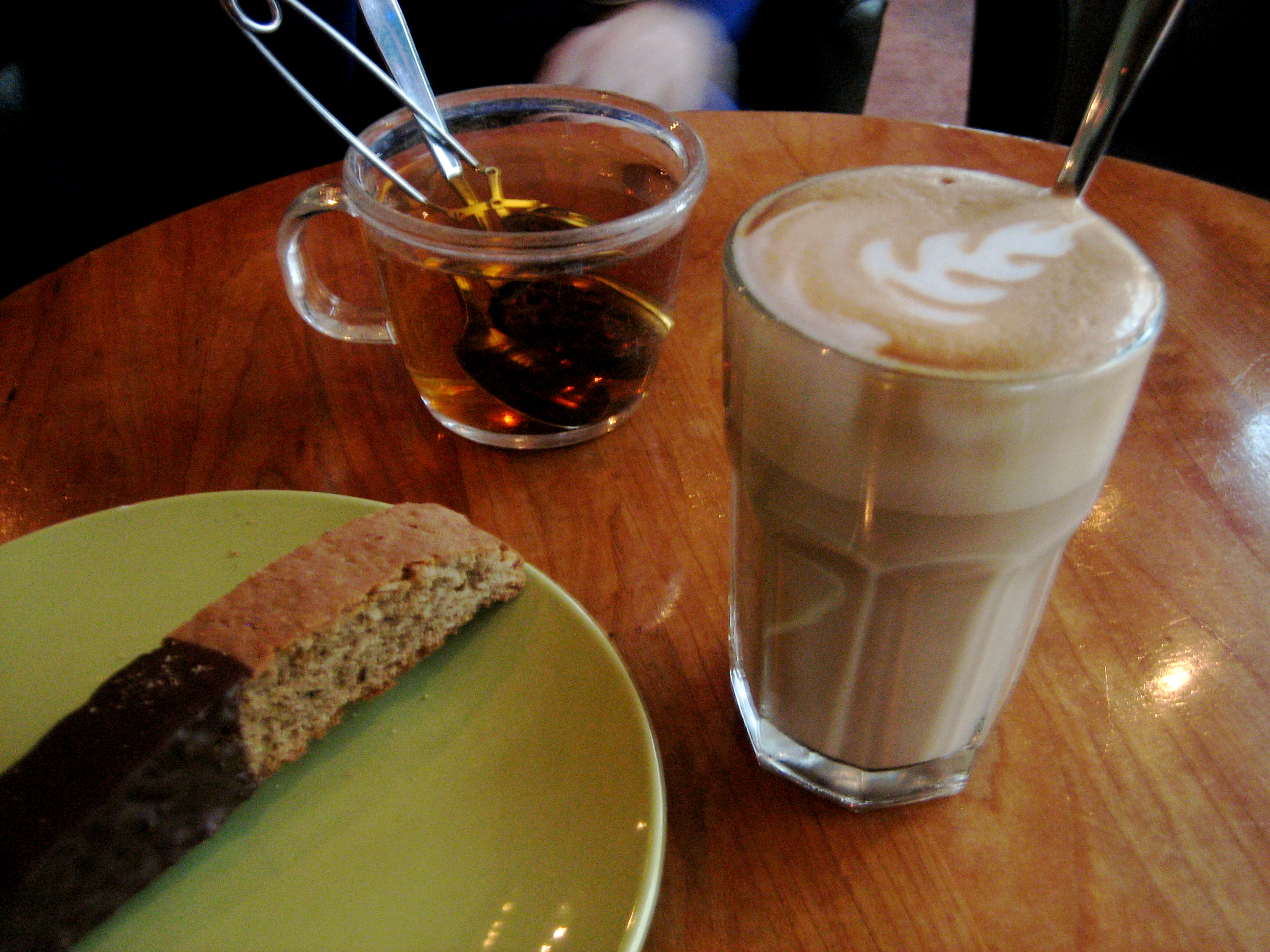
現代のフィーカの一例。カフェ・ラッテ、紅茶とカントゥチーニ

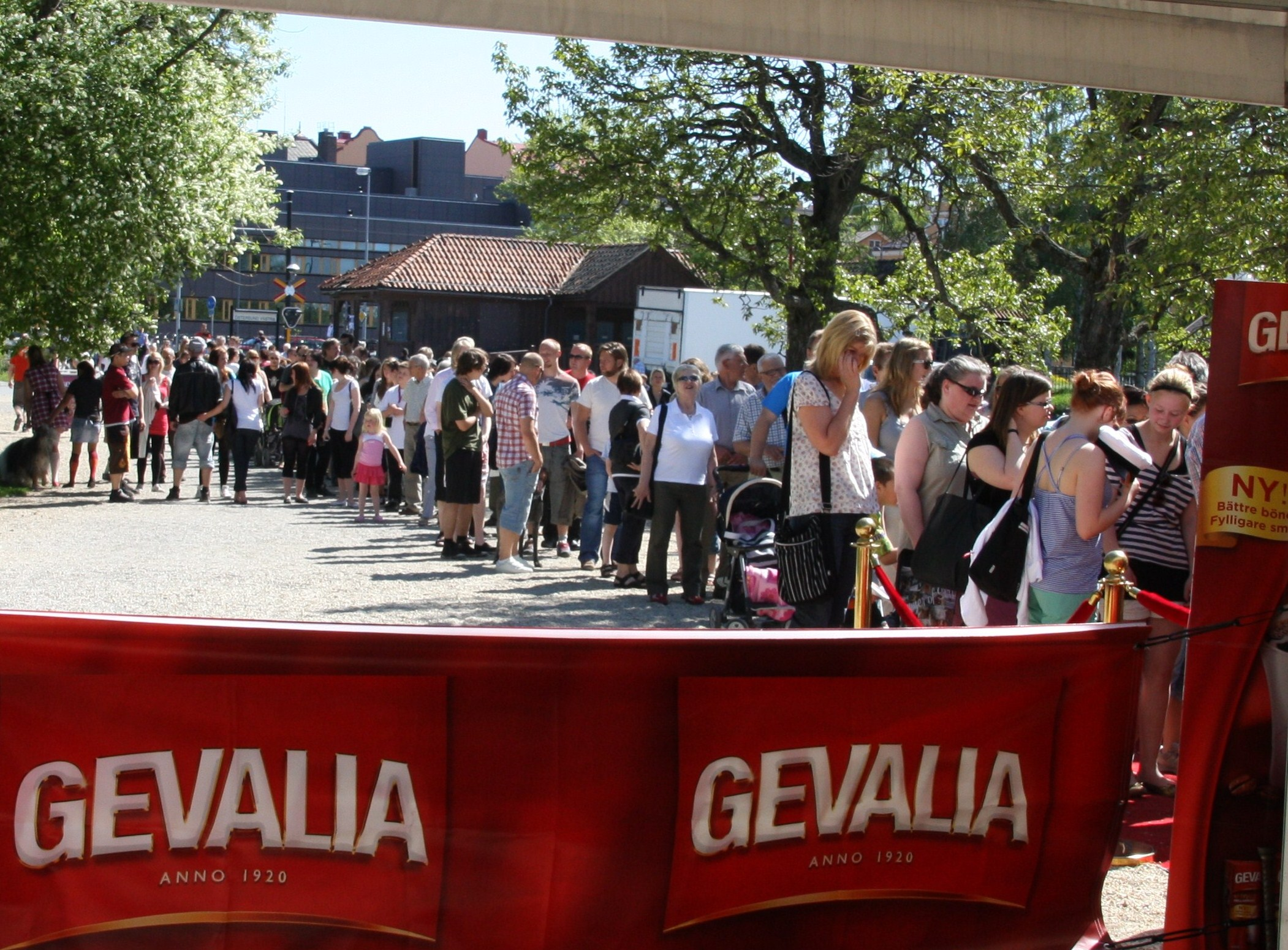
ゲバリア主催の「フィーカ」に並ぶエステルスンドの住民

フィーカ（スウェーデン語: fika）はスウェーデン語の動詞および名詞であり、大まかな意味は、通常甘いものと一緒に「コーヒーを飲む」ことである。より新しい用法では、子供達がコーヒーの代わりにお茶、レモネード、スカッシュを飲むこともフィーカに含まれるようになった。オープンサンドイッチ（smörgås）や軽食をとることも「フィーカ」とされる場合がある。
フィンランドではカハヴィタウコ（フィンランド語: kahvitauko, 「コーヒーの時間」の意味）と呼ばれ、フィーカと同じ習慣を指す。

## 慣習
フィーカはスウェーデンの生活慣習であり、休憩をとること、主として同僚、友人、恋人または家族とコーヒーを飲む時間を意味する。「fika」という単語は動詞または名詞として使われる。スウェーデンではコーヒーを飲むことが重要な文化であると考えられている。「コーヒーブレイク」をとることで仕事中にフィーカしたり、「コーヒーデート」のように誰かとフィーカしたり、単に1杯のコーヒーを飲むこともできる。このように、この単語は非常に曖昧な二義的意味を持つが、クッキー、ケーキ、あるいはキャンディといった食べ物を飲み物と一緒に食べることが常に含まれる。この休憩を取る習慣では、一般にシナモンロール、ビスケット、クッキー、またはオープンサンドイッチや果物を添えることが、スウェーデンの生活で主流であり、公務員さえも日々味わっている。
スウェーデンの企業では、昼食の休憩時間とは別に、午前と午後にそれぞれ15 - 30分のフィーカ休憩が設けられていることが一般的で、エスプレッソマシンなどが備えられていることも珍しくない。北欧諸国では家族やプライベートの時間を大切にするという文化から、仕事終わりに同僚と飲みに行くということはほとんどなく、一方でフィーカは福利厚生の一環として欠かせないものと考えられている。またフィンランドにおいては、労働者にカハヴィタウコを提供することは雇用者の法的義務である。
フィーカはまた、カフェやコンディトリ（konditori、パティスリー兼カフェ）でコーヒーや他の飲み物を飲むことも意味する。
フィーカは「デートでないデート」としての重要な社会的機能を持つ。すなわち、「デート」に行くことは大きな出来事とされるが、「フィーカに行く」（ta en fika）ことはハードルが低くカジュアルな状況であり、それ自体が恋愛の意味を示さない。フィーカで合うことに人々が眉をつり上げることや、「カップル」と疑うことはない。

## 語源と派生語
単語fikaは19世紀に使われた音節が逆になる倒語のひとつであり、スウェーデン語kaffe（コーヒー）の異綴kaffiからfikaに派生した。単語fikaからは逆成により「カフェ」の俗語fikが派生した。 
この言葉は現在は「コーヒーブレイク」（あるいは、お茶休憩、レモネード休憩、ケーキ休憩、など）の同義語として使われるが、当初は単に「コーヒー」を意味する単語であり、現在でも特に高齢層の間ではこの意味で使われている。「1杯のコーヒー」を意味する言葉「一杯のフィーカ」（en kopp fika）はかつてほど一般的ではないが、いまだにある程度常用されている。一部のスウェーデン人、特に年配の上流階級の人々はいまだに「フィーカ」を少し卑俗な言葉だと考えるため、スウェーデン人なら誰でも使っている言葉ではない。「フィーカする」と言うよりも「コーヒー（お茶）を飲む」（dricka kaffe/te）または「コーヒー（お茶）に招く」（bjuda på kaffe/te）と言うことを好む人もいる。
フィーカの単語自体が「仕事中に休憩をとる」ことを意味するが、「フィーカ休憩」（fikapaus）または「フィーカブレイク」（fikarast）と、kaffepaus（コーヒー休憩）やkafferast（コーヒーブレイク）の類義語のように用いてそれを強調することもある。
フィーカはまた、フィーカブレッド（fikabröd、フィーカのパン：ビスケット、クッキー、菓子パン等のような、伝統的にコーヒーと共に食べる甘いペイストリーの総称）のように他の単語と組み合わせられる。甘くないパンをコーヒーと共に食べる場合もあるが、通常フィーカブレッドには含まれない。フィーカが名詞として使われる場合は、フィーカブレッドとコーヒーの組合わせを示す。

## フィーカと菓子
伝統的に、フィーカには甘い焼き菓子、特にシナモンロールが付きものである。『スウェーデンのテーブル』（The Swedish Table）の著者ヘレーネ・ヘンダーソンによると、スウェーデン人の客に無礼とならないために最低3種類の焼き菓子が必要であり、「客を感心させるには、7種類の焼きたての焼き菓子を用意して、天気の話ができるようにしておく」。
フィーカに関連する焼き菓子はしばしばドッパ（doppa、概訳「浸せるもの」）と呼ばれ、それら食品がコーヒーに浸されることを示す。これは主に北部で、ギローヴドッパ（grovdoppa、粗いドッパ、例えば食事替わりにもなるサンドイッチやその他の塩味の食品）とフィーンドッパ（findoppa、繊細なドッパ、例えばシナモンパン、クッキー、甘いビスケット等）に分けられる。サンドイッチはギローヴドッパに分類されるが、その意味通りにコーヒーに浸して食べるわけではない。

## フィーカの記録
カルマル市は最初にスウェーデンのフィーカの記録を作った。2007年6月6日に、2,620人がフィーカのために一斉に集まった。2009年5月から6月の間、スウェーデンのコーヒー焙煎業者ゲバリアが10都市でフィーカ・ツアーを企画して記録を破った。カルマル市の記録はゲバリアのフィーカ・ツアーで4回破られ、2009年5月30日に3,563人がフィーカしたエステルスンドが新スウェーデン記録を保持している。